# I quasi adatti
I quasi adatti è un romanzo di Peter Høeg del 1992.

## Trama
Peter ha quattordici anni ed è solo. Da sempre.
Dopo estreme ed indicibili esperienze trova accoglienza in una scuola privata a pagamento di Copenaghen. La scuola in oggetto decide di sperimentare nella Danimarca degli anni '70 l'integrazione di ragazzi "problematici" per "riportarli alla luce".
Ciò è fatto, però, a scapito delle singole personalità e delle libertà oggi normalmente riconosciute a bambini e ragazzi. Intuito di essere la "cavia" di questo esperimento Peter e altri due "ospiti" del "convitto" vivranno esperienze dure (troppo dure per degli adolescenti) e traumatiche che lasceranno segni indelebili. È lo stesso Peter che la racconta 20 anni dopo; il romanzo è quindi probabilmente autobiografico.

## Edizioni
- Peter Høeg, I quasi adatti, traduzione di Bruno Berni, collana Oscar Mondadori, Mondadori, 1997, ISBN 88-04-42774-4.